# Chofni i Pinchas

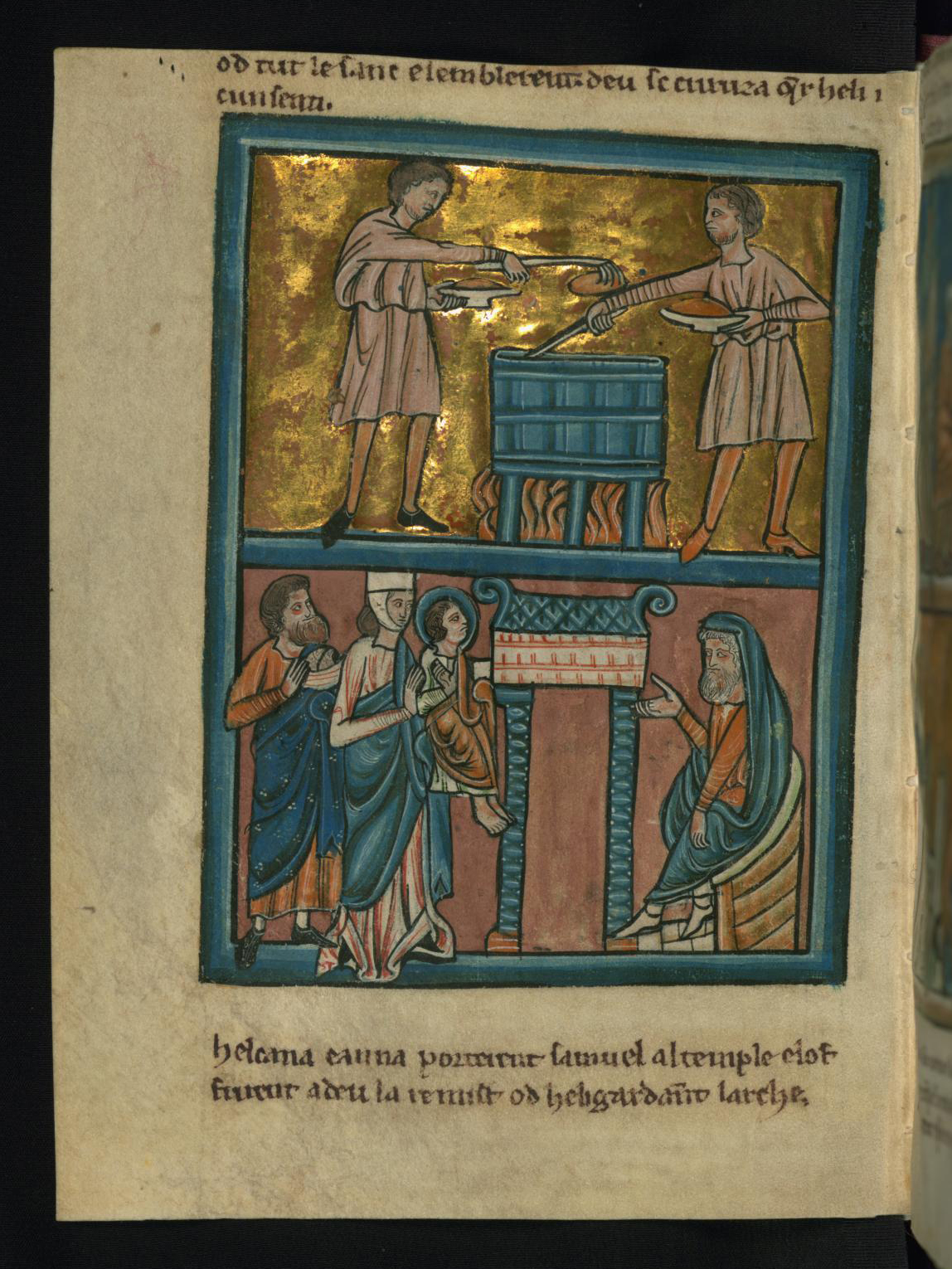
Strona z rękopisu (ok. 1250) przedstawia sceny z historii Samuela. U góry: synowie kapłana Eli - Chofni i Pinchas.U dołu: moment, kiedy Samuel został odstawiony od piersi, Hannah i Elkanah przynieśli go do świątyni.

Chofni i Pinchas – postacie biblijne, synowie Helego, kapłana w Szilo. Opisani w rozdziałach 2 i 4 1 Księgi Samuela. 
Przez Biblię określani jako "istni synowie Beliala, niezważający na Pana". Podczas składania ofiar zawłaszczali sobie mięso składane w ofierze, chociaż powinno być one ofiarowane Jahwe. Cudzołożyli z kobietami służącymi przy Namiocie Spotkania. Heli zwracał uwagę na ich nieprawość, jednak nie wyciągał wobec nich żadnych konsekwencji. Wtedy nieznany z imienia prorok przepowiedział śmierć Chofniego i Pinchasa w tym samym dniu oraz karę, jaka spadnie na cały ród Helego. Przepowiednię tę powtórzył później Samuel.
Chofni i Pinchas zabrali Arkę Przymierza na bitwę z Filistynami. Bitwa zakończyła się dotkliwą klęską Izraelitów. Arka została przechwycona, a obaj bracia zginęli. Na wieść o tym Heli spadł z miejsca, na którym siedział i zmarł, natomiast żona Pinchasa zmarła podczas porodu, nazywając wcześniej swego syna Ikabod, ponieważ mówiła: "Odstąpiła sława od Izraela".